# Funkcje elementarne
Funkcje elementarne – różnie definiowana klasa funkcji matematycznych, zawierająca listą funkcji podstawowych oraz listę podstawowych działań na nich. Funkcje elementarne zwykle definiuje się w kontekście funkcji rzeczywistych zmiennej rzeczywistej, jednak można je uogólniać do funkcji zespolonych i zespolonej dziedziny, a także definiować na innych strukturach algebraicznych.

## Generatory funkcji elementarnych i działania podstawowe
1. Zbiór funkcji podstawowych – tzw. generatorów:
- funkcje stałe {\displaystyle f_{c}(x)=c,} gdzie c jest liczbą rzeczywistą (w niektórych ujęciach liczbą zespoloną)
- identyczność {\displaystyle id(x)=x}
- funkcje wykładnicze i logarytmiczne
- funkcje trygonometryczne i odwrotne do trygonometrycznych

2, Zbiór działań podstawowych:
- działania arytmetyczne (dodawanie, odejmowanie, mnożenie, dzielenie, potęgowanie)
- złożenie funkcji

3. Do funkcji elementarnych zalicza się tylko wyniki wykonywania powyższych działań skończoną liczbę razy.
Uwagi: 
(1) Dla różnych zastosowań wprowadza się pewne modyfikacje powyższej definicji. Niektórzy dopuszczają na przykład operację brania funkcji odwrotnej do funkcji już utworzonej (o ile jest to możliwe). Niekiedy dodaje się wartość bezwzględną do funkcji elementarnych. Niektórzy odrzucają operację potęgowania ze składu operacji podstawowych.
(2) Także zbiór generatorów mógłby być nieco węższy, np. wystarczy sinus, aby odtworzyć wszystkie pozostałe funkcje trygonometryczne.
Nie ma to znaczenia z punktu widzenia klasyfikacji funkcji jako elementarnych – w ten sposób zdefiniowany zbiór funkcji elementarnych byłby taki sam.
W teorii obliczeń stosuje się też jeszcze inne definicje funkcji elementarnych, w których na przykład dziedziną są liczby naturalne.

## Rodzina funkcji elementarnych
Rodzina funkcji obejmuje m.in.:
- funkcje algebraiczne, w tym wielomiany i inne funkcje wymierne,
- część funkcji przestępnych (tj. takich, które nie są algebraiczne), np. funkcje hiperboliczne, polowe, rozkład normalny (Gaussa).

Uwagi:
(1) Czasem wśród działań podstawowych wymienia się funkcje potęgowe, w tym pierwiastkowe. Zaś jako generatory włącza się wielomiany. Takie założenia nie poszerzają jednak zakresu pojęcia funkcji elementarnych, ponieważ:
- wielomiany i inne funkcje wymierne sprowadzają się do czterech działań arytmetycznych na funkcjach stałych oraz tożsamości,
- pierwiastki i inne funkcje potęgowe sprowadzają się do funkcji wykładniczej oraz logarytmu za pomocą mnożenia i złożenia, zgodnie ze wzorem:

{\displaystyle x^{\alpha }=\exp \ln(x^{\alpha })=\exp(\alpha \ln x),}
Uzasadnienie:
(a) funkcja wykładnicza i logarytmiczna są funkcjami wzajemnie odwrotnymi, dlatego dla dowolnej funkcji mamy {\displaystyle \exp \ln(f(x))=f(x)}
(b) {\displaystyle \ln(x^{\alpha })=\alpha \ln x} - jest to podstawowa własność logarytmu
(2) Czasem do dopuszczalnych działań włącza się odwracanie funkcji, co pozwala zawęzić listę funkcji podstawowych, ponieważ funkcje logarytmiczne są odwrotne do wykładniczych, a kołowe – do trygonometrycznych. (I włącza to do nich m.in. funkcję W Lamberta)

## Własności funkcji elementarnych
(1) Funkcje elementarne są ciągłe w każdym punkcie dziedziny.
(2) Funkcje elementarne nie muszą być różniczkowalne
Np. wartość bezwzględna
{\displaystyle |x|={\sqrt {x^{2}}}}
- funkcja ta nie ma pochodnej dla x=0.
(3) Z własności różniczkowania wynika, że funkcje elementarne są zamknięte ze względu na tę operację, tzn. pochodna każdej funkcji elementarnej jest funkcją elementarną.
(4) Funkcje elementarne poddane całkowaniu nie tworzą na ogół funkcji elementarnych całkowaniu – dalej podano przykłady funkcji elementarnych, dla których funkcje pierwotne (całki nieoznaczona) nie są elementarne.

## Funkcje nieelementarne
Ze względu na wymóg skończoności liczby działań wykonywanych przy tworzeniu nowych funkcji z generatorów funkcjami elementarnymi nie są funkcje definiowane za pomocą szeregów, nieskończonych iloczynów, niektóre całki.

### I. Funkcje nieelementarne
- to funkcje definiowane w sposób niezgodny z wymogiem definicji funkcji elementarnych:
- funkcja znaku (signum)
- podłoga (część całkowita, funkcja entier, cecha)
- sufit, część ułamkowa (mantysa)
- funkcja Dirichleta[7]
- funkcja Riemanna
- piła Weierstrassa
- większość funkcji specjalnych, np.:
  - funkcja amplitudy Jacobiego - funkcja odwrotna do całek eliptycznych, które same są funkcjami nieelementarnymi
  - funkcje Bessela – definiuje się za pomocą równania różniczkowego
  - funkcję dzeta Riemanna (ζ) – definiuje się za pomocą szeregu (dodawanie nieskończenie wielu wyrazów)
  - funkcje eliptyczne Jacobiego - definiuje się je jako funkcje funkcji amplitudy Jacobiego
  - funkcję gamma Eulera (Γ) – definiuje się za pomocą całki lub iloczynu nieskończonego (dodawanie / mnożenie nieskończenie wielu wyrazów)

### II. Całki nieelementarne
- to de facto funkcje jednej zmiennej, zdefiniowane za pomocą całek 
- całka eliptyczna pierwszego rodzaju

{\displaystyle \int {\sqrt {1-x^{4}}}dx}
- funkcja błędu oraz dystrybuanta standardowego rozkładu normalnego

{\displaystyle \Phi (x)={\frac {1}{\sqrt {2\pi }}}\int \limits _{0}^{x}e^{-{\frac {t^{2}}{2}}}dt}
- całka z funkcji sinc[1]:

{\displaystyle \int {\frac {\sin x}{x}}}